# Vierberg
Der Vierberg kann in der Heraldik ein Heroldsbild (Randberührung) oder seltener eine Wappenfigur (im Schild schwebend) sein.
Dargestellt werden vier Kreisbögen in einer Linieneinheit zum Schildhaupt aufgewölbt. Oft sind die zwei mittleren Bögen höher als die äußeren. Alle heraldische Farben sind möglich, aber die Farbregeln der Heraldik sind zu beachten, um Farbkonflikte im Wappenschild oder Feld zu vermeiden. Der Vierberg wird überwiegend im Schildfuß dargestellt. Für vierbeinige Wappentiere als Hauptfigur wird das Heroldsbild auch als Standfläche genutzt.
Siebmacher erwähnt in seinem Wappenbuch: Das (normännisch-) schildförmige Siegel eines Grafen von Vaihingen vom J. 1230 enthält einen auf ledigem Vierberg stehenden Löwen.
Der Vierberg kann mit verschiedenen Wappenschnitten (Bogenschnitt, Wolkenschnitt) verwechselt werden.
Eine häufiger vorkommende Variante ist der Dreiberg.

## Beispiele

Altendorf
Donaustauf
Kuchen
Laugna
Leiblfing
Niederviehbach
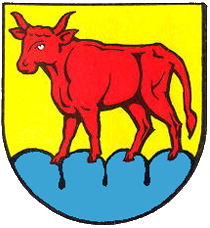
Ochsenburg
Vaihingen an der Enz